# Suffixe -acum
 (octobre 2024).
Le suffixe -acum est un suffixe formateur de toponymes typique des zones géographiques ayant connu un ancien peuplement de langue celtique.

## Description
Le suffixe -acum est parfois noté -acu(m) ou encore -acu pour rappeler que le -m final est amuï en latin tardif. Ainsi doit-on le noter conventionnellement -acu en gallo-roman.
Contrairement à -anum qui est issu du latin, -acum est d'origine gauloise,. La forme gauloise est parfois notée -acon et remonterait au celtique commun *-āko(n).
Un nouveau suffixe -iacum s'est souvent créé à partir de la finale des anthroponymes en -ius + -acum, d'où -i-acum. Il est parfois devenu un suffixe autonome qui permet la dérivation à partir de n'importe quel radical. Aussi se confond-il souvent avec le simple -acum dans les faits. Pour cette raison, au lieu de -acum, on note -(i)acum.
On constate également l'utilisation de deux variantes, l'une au féminin singulier -(i)aca (> -aye, exemple : Bouaye, Loire-Atlantique) et l'autre au féminin pluriel -(i)acas (> -ies au Nord de la France et en Belgique, exemple : Taintignies, Belgique).
Enfin, les anthroponymes gallo-romans terminés par -inus ou -inius combinés au suffixe -acum donnent la terminaison -iniacu devenue -ignac (graphie occitane -inhac), -igny, etc. selon les régions (voir les types toponymiques issus de *Campaniacum et *Montaniacum). La terminaison -INIACU a acquis peu à peu son autonomie, et a parfois été directement ajoutée, en tant que nouveau suffixe, à différents noms de personnes pour former un nom de domaine.

## Origine et signification
D'après des comparaisons étymologiques, c'est un suffixe d'adjectif à l'origine. L'emploi comme adjectif se vérifie aussi dans des inscriptions en langue gauloise et latine : il caractérise un sanctuaire (Anualonacu « au sanctuaire d'Anualō ») ; il définit un dieu par exemple : Mars Braciaca « dieu de la bière ? » ; il indique l'origine familiale de quelqu'un et situe des marins sur la colonne des Nautes (nautae Parisiaci « marins de chez les Parisii »). Il a donc une dimension également localisante. L'adjectif localisant devient substantivé comme dans d(e)ae Rosmertae Dubnocaratiaco « À la déesse Rosmerta de Dubnocaratiacum ». C'est cet emploi substantivé qui a donné naissance aux noms de lieux. Dans ce cas, Dubnocarati- ne peut être que le nom de personne Dubnocaratius, ce qui vérifie la thèse d'Henri d'Arbois de Jubainville sur l'origine des noms en -iacum.
Ce suffixe s'est perpétué en brittonique et en gaélique après évolution phonétique : gallois -og, vieux breton -oc > breton -euc > -eg, irlandais -ach.
Coligny < *Kolin-(i)āko- correspond peut-être au breton kelennec (cf. Quelneuc), cornique Kelynek (cf. Callinick et Kelynack), gallois Clynnog et Irlandais cuilneach qui signifient « lieu planté de houx ».

## Emploi en toponymie française

### Cas général
Au départ, -acum est principalement utilisé pour dériver des appellatifs toponymiques ou hydronymiques. Ces radicaux sont parfois difficiles à identifier, l'ancien celtique continental étant une langue encore mal connue.
Parmi les plus anciennes mentions d'un toponyme en -acum en Gaule, on trouve Nemetacum mentionné Nemetacon vers 170 ap. J.-C., nom antique d'Arras. Il est basé sur le terme gaulois nemeton qui signifie « sanctuaire », d'où le sens global de « lieu de culte ». Dans le nom de Bavay, attesté vers l'an 300 sous les formes Bagacum, Bagaco, il s'agit d'un nom d'arbre *bāgos qui était vraisemblablement le nom du « hêtre » en celtique. La forme d'origine de Bavay devrait être *Bāgākon, qui doit aussi être la forme primitive du nom de la forêt de Beiach (Suisse) qui a été germanisé lors de la progression des Alamans. Malgré tout, l'emploi de -(i)acum avec un anthroponyme se vérifie dès le IIIe siècle sur les bronzes de Champoulet : le nom de personne Dubnocaratius contenu dans le nom de lieu Dubnocaratiaco (cf. ci-dessus).
Autres exemples de formations en -(i)acum basées sur un radical gaulois :
- Alizay sur alis- (Cf. Alise-Sainte-Reine) « falaise, rocher, alisier ». d'*Alisākon
- Ambenay / Ambonnay sur ande préfixe signifiant « au-dessous » (Cf. auvent de *ande-banno) et bona « fondation, ville ». de *Andebonākon ;
- Ambernac, composé d'éléments des deux types toponymiques précédents. de *Andebernākon ;
- Andilly / Andillac sur andel / andal « mouvement de l'eau » Cf. vieil occitan andalhon[7] ;
- Bernay / Bernac sur bren-, brin-. Français dialectal bren, bran « boue, excrément » de *Brinnākon[7] ;
- Carnac / Charnat / Charnay sur *karn « tas de pierre, tumulus de pierre » (cf. verbe gaulois carnitu(s) « a (ont) érigé une tombe », vieil irlandais carn « tas de pierres », gallois carn « tas de pierres »
- Cernay sur *(i)sarno « fer ». de *(I)sarnākon ;
- Gournay / Gornac, basé sur un élément gorn- qui ressemble au vieil irlandais gorn « brandon »; de *Gornākon, peut-être « lieu des brandons » (vieil irlandais gornach)[réf. nécessaire], mais c'est plutôt un thème hydronymique postulé par l'ancien français gornel « marécage »[8],[9], d'où le sens global probable de « lieu marécageux ».

Peut-être également à partir d'un appellatif latin ou gallo-roman :
- Campagnac, mais Ernest Nègre opte pour un propriétaire Campanius[10].
- Glatigny, basé sur *glat(t)- « collant » (d'où le terme glat(te) désignant une « terre compacte, terre collante » dans différents dialectes)[11].

Cependant, il sert plus tardivement (Jules César ne cite aucun nom en -acum dans ses Commentaires sur la Guerre des Gaules) et plus généralement à former des noms de domaine basés sur le nom de leur propriétaire.
Les noms de personnes rencontrés avec ce suffixe peuvent aussi bien être typiquement gaulois, gallo-romains, latins ou encore germaniques.
On le retrouve dans des centaines de noms de communes, sous des formes diverses qui caractérisent des régions ou des zones linguistiques distinctes. Par exemple, l'anthroponyme latin Aurelius est à la fois à l'origine des communes d'Aurillac et d'Orly et Maximiacum conduit aussi bien à Messimy qu'à Meximieux. La mode des anthroponymes latins s'est répandue en Gaule avec la domination romaine et est très bien attestée dans les dédicaces des inscriptions qui mentionnent souvent le nom gaulois d'un père, accompagné du nom latin du fils ou encore différents noms latins précédés ou suivis de surnoms gaulois. Dans certains cas, un anthroponyme apparemment latin peut recouvrir un nom d'origine gauloise, ainsi les noms de personnes latins Lucus, Lucius, Lucanus, etc., vu leur extrême fréquence en Gaule, peuvent très bien recouvrir un nom de personne gaulois *Lucos, *Locos (cf. irlandais Luch, Lochán), basé sur le nom gaulois du loup, voire du lynx et qu'on retrouverait dans les nombreux Lucy, Lucey, Luçay, Lucé, etc.
Ce mode de formation toponymique a pu, selon certains spécialistes, se perpétuer jusqu'aux environs du VIIe siècle, époque à laquelle il a été relayé par des créations de type roman. Cela expliquerait les noms de lieux voisins, basés sur le même anthroponyme avec ce suffixe, d'une part, et avec un appellatif roman, d'autre part. Exemple : Boisney / Boincourt avec le nom de personne germanique Boto : *Bot-iniacu / *Boton-cort (le n supplémentaire est la désinence du cas régime en ancien français, l'anthroponyme étant toujours au cas régime dans les noms de lieux en -court) ou encore Bréquigny / Bracquemont avec le nom de personne germanique Brakko : *Brakk-iniacu / *Brakko-mont.
Charles Rostaing insiste sur la diffusion de ce suffixe : « Les noms en -acum sont très nombreux : ils forment le vingtième du total des noms de lieux habités ; on les trouve partout en France, sauf dans le département des Alpes-Maritimes, et ils sont assez rares en Provence et en Languedoc, plus romanisés. ». Ce suffixe est, tout comme dans les Alpes-Maritimes, quasi inexistant au Pays basque et en Corse.

### Le cas particulier de la Bretagne
En Bretagne, l'évolution phonétique du suffixe *-āko(n) a abouti à de nombreuses variantes, notamment -oc au nord-ouest, -ec dans la zone située à l'ouest de la limite des parlers celtiques au XIXe siècle et -euc dont la répartition s'étend sur la Haute Bretagne et le pays de Guérande. La variante -ac étudiée par Bernard Tanguy dans sa thèse de doctorat est principalement présente à l'est de la Bretagne et semble bloquée par la limite naturelle que constitue la Loire au sud. Cette diversité des produits de *-āko(n) s'explique souvent par l'hypothèse de l'implantation de groupes de Bretons originaires de l'île de Bretagne (Grande-Bretagne) à partir du IVe siècle, hypothèse notamment développée par Léon Fleuriot. Pourtant, ce suffixe correspondrait plutôt à la limite maximale d'un retrait de l'usage du celtique vers l'ouest plutôt qu'une expansion vers l'est menée par des Bretons insulaires.
Normalement dans les régions de langue d'oïl, -(I)ACU a évolué phonétiquement en -ay, -é, -y, etc., en passant par un stade -(i)ac à une époque mal déterminée.
Ce n'est pas toujours le cas en Bretagne armoricaine où l'on parlait breton conjointement au gallo-roman. Ainsi trouve-t-on en Bretagne du Sud (Loire-Atlantique, Morbihan) et à l'est (Ille-et-Vilaine, Côtes d'Armor) de nombreux toponymes terminés par -(é)ac, comme Brignac ; Moréac ; Vignac ; Campénéac ; Montennac, Lohéac, Loudéac, Tinténiac, Carnac, etc. qui ont tous leurs stricts équivalents dans d'autres régions : Brigné (Saumurois), Brignac (Hérault) ; Mory (Pas-de-Calais), Morey (Sâone-et-Loire) ; Vigny (Moselle) ; Champigny, Campagnac ; Montigny, Montagnac ; Loué (Sarthe) ; Taintignies (Belgique), Tintignac (Corrèze) ; Carnac-Rouffiac, Charnat, Charnay, etc.
Deux théories expliquent le maintien du -ac au IXe siècle, alors qu'à cette époque il évoluait en -é, -y, etc. dans la zone romane.
- Cette zone correspondrait à la zone de bilinguisme roman / breton. C'est le contact avec la langue bretonne qui a empêché l'évolution commune dans les dialectes d'oïl, cependant l'usage de la langue bretonne va être trop limité dans l’espace et le temps à l'est d’une ligne courant de Vannes à Saint-Malo (avec une pointe vers l’ouest au centre) pour provoquer la disparition du gallo-roman et le renouvellement complet de la toponymie. En outre, dans la partie est et sud est du pays Rennais (Vitré, Fougères, etc.), où le breton n'a jamais été parlé, *-(I)ACU a généralement abouti à -é (cf. Vitré), tout comme dans le Maine ou en Anjou surtout (il n'y a aucun nom en -ac dans cette zone).
- Cette zone correspondrait à la zone où l'on utilisait le breton sans parler de bilinguisme véritable, même s'il y eut certainement des îlots romans comme il y eut des îlots brittophones à l'est de Rennes. Ce n'est que plus tard que le roman s'étendit vers l'ouest. Le roman gagna vraisemblablement les portes des actuels départements des Côtes-d'Armor et du Morbihan vers le XIe – XIIe siècle, puis gagna le Nord-Est des Côtes-d'Armor un siècle plus tard[17]. Les processus et les causes de son expansion sont mal connus. Les différentes guerres ou relations diverses favorisaient l'avancée du roman, langue plus valorisée. D'autres parlent d'un essor démographique plus important en Haute Bretagne qui aurait favorisé une émigration vers l'ouest[18] et de la venue de colons originaires de la Normandie toute proche.

Parallèlement à l'emploi de -ac, la langue brittonique va introduire le suffixe *-ōgon qui s'utilise généralement dans les noms de personnes ou de saint. Au stade du vieux breton *-ōgon devient -og (noté -oc ou -uc en français), puis -eug (noté -euc) au XIIe siècle et enfin -eg (noté -ec) au XVe siècle. Ainsi, pour reprendre les exemples précédents, a-t-on des doublets Brignac / Brigneuc (Plumaugat, Côtes-d'Armor) ; Moréac / Morieux (Côtes-d'Armor, Morioc en 1211 puis Morieuc) ; Vignac / Vignoc (Ille-et-Vilaine) ; Campénéac / Campeneuc (Tinténiac, Ille-et-Vilaine, Campenoc au XIe siècle).

### Répartition par zones du suffixe-acum
Avertissement : Les cartes ci-dessous ne donnent qu'un aperçu de la répartition du suffixe -acum en France et ne sont donc pas exhaustives. En outre, les variantes régionales de ce suffixe ne se trouvent en principe que dans les régions concernées, aussi bon nombre de terminaisons analogues mentionnées sur les cartes, hors de leurs régions d'origine sont en fait d'autres suffixes sans rapport avec -acum, par exemple : -é / -y dans le domaine occitan ou -eu /-eux dans le Nord de la France.
De plus, il n'est pas fait mention sur ces cartes de ce suffixe hors des frontières du territoire français actuel, bien qu'il existe dans la plupart des pays qui ont connu un peuplement de souche celtique, à savoir : Belgique, Suisse, Allemagne du Sud, extrême nord de l'Italie, Grande-Bretagne, etc.
Exemples :
- Floriacum (1)
- Sabiniacum (2)
- Brisiacum (3)
- Vitracum (4)
- Altiniacum (6)
- Massiacum (7)
- Robiacum (11)

#### Régions occitanes (-ac / -at), Bretagne-ac

Terminaisons en -ac, issues de -acum, uniquement dans le Sud et en Bretagne.
Terminaisons en -at, issues de -acum uniquement en Auvergne, Limousin et centre est.

- -ac, -acq : Floirac (1), Florac (1), Fleurac (1), Savignac (2), Vitrac (4), Robiac (11), Gignac[20].
- -at : Chavanat, Chanat (en Auvergne et parfois en Limousin, car -ac s'y prononçait -a)[21].

En Nouvelle-Aquitaine, les Charentes forment une anomalie. Elles ne sont plus occitanes depuis le XVe siècle, après leur repeuplement à la suite des ravages de la guerre de Cent Ans. Une ligne sensiblement est-ouest passant parfois 50 kilomètres plus au nord que la limite oc-oil actuelle, située entre Rochefort et Ruffec, sépare les noms en -ac au sud et en -é, -ey, -ay ou -y au nord.

#### Régions francoprovençales (Centre-Est:-eu / -eux / -aix / -eix / -ex/ -at)

Terminaisons en -eu(x), au nord, elles ne sont pas issues de -acum.
Terminaisons en -ax, -ex, -aix et -eix

- -at : Savignat (2), Viriat (4), Royat (11)
- -eu(x) : Fleurieu-sur-Saône (1), Savigneux (2), Virieu (4)[24]
- -ex : Perrex, Thônex, Morgex

#### Régions d'oïl (Grand Ouest, y compris Bretagne gallèse:-ey / -ay / -é /-y, Île-de-France:-y / -ay, Nord et Nord-Est:-y / -ay / -ey)

Terminaisons en -ay. Dans le domaine occitan, elles ne sont pas issues de -acum
Terminaisons en -ai. Dans le département de l'Orne, les -ay sont devenus -ai sur décision du conseil général. Obernai et Niedernai en Alsace ne sont pas des noms en -acum
Terminaisons en -é. Elles sont issues de -acum uniquement à l'ouest, ailleurs c'est exceptionnel
Terminaisons en -ey. Dans le Sud-Ouest, elles ne sont pas issues de -acum
Terminaisons en -y, -igny, -illy. Dans le sud -y n'est pas issu d’-i-acum, par exemple la terminaison -uby dans le Sud-Ouest

- -ay : Massay (7), Savenay (2), Brizay (3), Groslay (8), Authenay (6), Vitray (4), Cintray (9)
- -ai : Chandai, Cambrai, Vitrai (4)
- -é : Fleuré (1), Sévigné (2), Brézé (3), Vitré (4), Cintré (9), Rougé (11)
- -ey : Fleurey (1), Massey (7), Grosley (8), Vitrey (4), Cintrey (9)
- -y : Fleury (1), Savigny (2), Sévigny (2), Massy (7), Autigny (6), Vitry (4)

#### Régions germanophones (Nord-Est:-ich, -ach, -ig)

Terminaisons en -ach, -ich et -ig en France, issues de -acum, uniquement en Alsace et en Lorraine, ailleurs c'est un autre suffixe.

- -ach : Durmenach, Altenach (6), Neuf-Brisach (2), Rouffach (11), Brettnach
- -ig : Epfig, Mutzig, Kuntzig
- -ich : Sœtrich (9), Kemplich, Metrich

### Variante en-aca: régions de langue flamande ou anciennement de langue flamande (Nord-Pas-de-Calais):-ecques,-eke
- -ecque(s) : Hézecques, Senlecques, Ecquedecques, Blendecques, Wardrecques, Éperlecques
- -eke : Blendeke (Blendecques), Wardreke (Wardrecques), Sperleke (Éperlecques)

### Variante en-iacas(Nord-Pas-de-Calais, Picardie, Normandie:-ies, -ez, -iers)
- -ies : Offignies, Wargnies, Molagnies, Ghissignies, Wavignies

## Emploi en toponymie belge, luxembourgeoise, suisse, allemande et autrichienne

### Wallonie[25]
- -acum/-acas > -ai ou -ay : Chimay, Havay, Honnay, Tournai (également dans le nom français de la ville flamande de Courtrai)
- -(i)acum/-(i)aca(s) > -é : Bévercé, Damré, Florzé, Gobcé, Goé, Gomzé, Harzé, Havergné, José, Lillé, Lincé, Lomré, Lorcé, Louveigné, Naomé, Nivezé, Noidré, Ottré...
- -(i)acum/-(i)aca(s) > -ée : Abée, Agnelée, Ahérée, Amée, Anhée, Beignée, Bertrée, Berzée, Biercée, Biesmerée, Boignée, Bolsée, Borzée, Chensée, Chevées, Cognelée, Crisnée, Éghezée, Elzée, Énée, Érezée, Évegnée, Filée, Florée, Franquenée, Frisée, Fromiée, Gelbressée, Gimnée, Gomezée, Gozée, Grimsée, Hayée, Hedrée, Hepsée, Hermée, Herrée, Hoignée, Homezée, Houzée, Humerée, Hymiée, Jannée, Jumerée, Keumiée, Lamontzée, Lantegnée, Lizée, Lonzée, Lovegnée, Lyrée, Maharée, Magnée, Matignée, Mazée, Moignelée, Morée, Moressée, Mozée, Nefzée, Niverlée, Nopcée, Omezée, Ostemerée, Othée, Ougrée, Somzée...
- -(i)acas > -ies : Amougies, Ansies, Asquillies, Aubechies, Auvergies, Bersillies, Blaugies, Harchies, Herchies, Hergies, Renlies, Soignies, Taintignies...
- -(i)acum/-(i)aca(s) > -y : Achy, Auby, Azy, Baranzy, Barry, Bassilly, Blégny, Blicquy, Bretigny, Celly, Chauny, Chechy, Chevigny, Chiny, Ciply, Corbigny, Dailly, Filly, Frouschy, Fumy, Genly, Ghoy ([go.i]), Givry, Gomery, Gouvy, Gouy, Habergy, Hachy, Halanzy, Harzy, Heuvy, Ihy, Jaissely, Landrecy, Ligny, Linny, Lorcy, Quévy, Sugny, Torgny...
- -iniacas > -gnies : Audregnies, Beugnies, Dottignies, Évregnies, Montignies (ou Montigny), Ottignies, Ragnies...
- -acum > -ich : Alt Hattlich, Barnich, Gemmenich, Lamicht, Lommerich

### Flandre
En Flandre, le suffixe -(i)acum a évolué de différentes façons : 
- traitement usuel de -(i)acum
  - > -ik : Doornik (c'est-à-dire Tournai), Wervik
  - > -ijk (variante orthographique de -ik, qui a souvent influencé la prononciation) : Kamerijk (c'est-à-dire Cambrai), Kortrijk (en français Courtrai)
  - > -ich (dans les parties orientales, où la seconde mutation consonantique a pénétré) : Kessenich, Kontich, Kumtich
- traitement de -(i)acum sans apocope du e final
  - > *-ika > -eke : Denderwindeke, Kemzeke, Velzeke, Senlecques, etc.
- traitement de -acum avec accent secondaire sur le suffixe :
  - > -ake(n) : Kortenaken, Montenaken, Semmerzake
- -siacum
  - > -*sika > -zeke : Kemzeke, Velzeke
  - > -*s(i)ka > -s(ch)e : Temse (en français Tamise, où le suffixe semble manquer)

### Luxembourg
- -(i)acum > -ich : Sterpenich équivalent des Étrépagny (Haute-Normandie), Éterpigny (Nord-Pas-de-Calais et Picardie) et Étrepigney (Franche-Comté)

### Suisse
- (i)acum > -y (Suisse romande) : Chailly
- (i)acum > -ach, -ich (Suisse alémanique) : Beiach, Martinach (forme alémanique de Martigny)
- (i)acum > -ago (Suisse italienne) : principalement dans le canton du Tessin, Brissago et les anciennes communes de Brè-Aldesago, Cavagnago.

### Allemagne et Autriche

#### Allemagne
- Breisach-am-Rhein (c'est-à-dire Vieux-Brisach, en face de Neuf-Brisach, Alsace), équivalent des Brézé, Brézay de *Brisākon du nom de personne gaulois Brisos.
- Eisenach possiblement comme Isigny, mais il existe d'autres hypothèses
- Jülich (Juliacum vers 300) correspond à Jully, Juilly, Jeuilly, issu de *JULIACU, du nom de personne latin Julius.
- Kempenich (*Campaniacum, Campenich 1146), équivalent des Champigny, Campigny, Campénéac, Champignac
- Merzenich (*Martiniacum, Mercinich 1140), comme Martigny, Martignac
- Metterich (Mathariaco en 732 - 733)
- Rivenich (Riveniacus en 748)
- Rövenich (*Rufiniacum, Rovenich en 1140), comme Rouffigny, Rouffignac
- Sinzenich (Sentiniacum), comme Saint-Igny-de-Vers (Rhône, Semtiniacus au XIe siècle)
- Ülpenich, correspond à Olpignac à Champagnac-le-Vieux et à Upigny (Belgique)
- Wichterich (Victoriacum, Wihctracha en 866 / 920 pour *Wihctriacha), comme Vitry-en-Artois (Victoriacon fin VIe); Vitry-en-Perthois (Victoriacum VIe siècle); Vitry-aux-Loges (Victriacum IXe siècle)
- Zülpich, Tolbiac en français

#### Autriche
- Trofaiach (Treviach ?)

## Emploi dans la toponymie de Grande-Bretagne et d'Irlande
L'emploi du suffixe -(i)acum est bien attesté dans les îles britanniques depuis l'antiquité et de nombreux types toponymiques se retrouvent sur le continent.
- Eburacum (Ptolémée, II, 3, 10 : Eborakon), aujourd'hui York < Iorvík, forme scandinave d’Eoforwic, réfection anglo-saxonne de l'appellation celtique primitive[27]. Celle-ci est conservée en brittonique après évolution phonétique (parfois avec adjonction du mot caer « ville » : vieux gallois (Cair)Ebrauc puis (Caer)Efrog en gallois et (Ker)Evreg / (Ker)Evrog en breton.
- Brauoniacum (autrement Bravoniacum, Brovonacae, Brovonacis, Braboniaco) basé sur un élément brauon- du nom de la meule en celtique *brāuū (cf. gallois breuan, breton breo « meule ») un ancien campement romain situé pour John Horsley[28] à Kirkby Thore dans le district d'Eden et pour d'autres est l'ancien village de Burwens, situé à Crosby Ravensworth.
- Epiacum (Ptolémée, II,3,10 : Epiakon, Epeiakon), peut-être aujourd'hui Whitley Castle (en), a son correspondant germanisé Epfig (Alsace, Epiaco XIIe siècle)
- Vagniacum (Vagniacae, Vagniacis) situé à Springhead dans le Gravesham.
- Bremetenacum aujourd'hui Ribchester de *Bremetonacon

### Pays de Galles
Le suffixe a évolué phonétiquement -(i)awc, -(i)awg- > -(i)og.
Comme dans la toponymie antique de la Grande-Bretagne et celle de l'Europe continentale, il est combiné soit à un appellatif, soit à un nom de personne
- Clynnog (< Celynnog) « houssaie, bois de houx » équivalent possible de Coligny (cf. ci-dessus)
- Brycheiniog (anglais Brecknock), basé sur le nom de personne Brychan.
- Tudweiliog, basé sur le nom de personne Tudwal
- Ffestiniog, basé sur le nom de personne Festinius, équivalent des Festigny de France, par exemple Festigny (Marne, Festiniacus en 853).

### Cornouaille britannique
-(i)acum a donné -(i)ack ou -ick en anglais dans la toponymie cornique
- Angarrack, Botallack (cornique Bostalek), Carharrack (cornique Karardhek), Carlidnack (en), Carvinack, Coverack (cornique Porthkovrek), Dorminack (cornique Dor meynek), Kelynack (en) (cornique Kelynek), Landewednack (cornique Lanndewynnek), Towednack (cornique Tewydnek), etc.
- Calenick (en) (cornique Klunyek), Carrick (cornique Karrek)

## Autres pays
En dehors des pays évoqués ci-dessus, l'emploi de *-(i)akon est rare. On note cependant une petite concentration limitée dans le Nord de l'Italie (Insubrie), dans la Ville métropolitaine de Milan et en Province de Bergame, Côme, Monza et de la Brianza, Lecco, Lodi, Novare, Varèse et Vénétie. La forme évoluée est -ago, par exemple Carnago qui semble être équivalent à Carnac, Asiago aux nombreux Azay, Azé, Aisy. En font aussi partie les communes ; Arsago Seprio ; Arzago d'Adda ; Assago ; Barzago ; Bellinzago Lombardo ; Bellinzago Novarese ; Binago ; Bodio Lomnago ; Bovisio-Masciago ; Brissago-Valtravaglia ; Bulciago ; Burago di Molgora; Busnago ; Cadegliano-Viconago ; Cadorago ; Camairago ; Cambiago ; Capiago Intimiano ; Caponago ; Casciago ; Cassago Brianza ; Cassano Magnago ; Cavenago d'Adda ; Cavenago di Brianza ; Cavernago ; Cazzago Brabbia ; Cazzago San Martino ; Cergnago ; Cislago ; Cocquio-Trevisago ; Comezzano-Cizzago ; Comignago ; Cucciago ; Cusago ; Dairago ; Dolzago ; Filago ; Fortunago ; Gerenzago ; Giussago ; Gorlago ; Grezzago ; Gussago ; Imbersago ; Inzago ; Jerago con Orago ; Lardirago ; Legnago ; Lorenzago di Cadore ; Luisago ; Lurago d'Erba ; Lurago Marinone ; Magnago ; Mairago ; Maniago ; Marcignago ; Massanzago ; Masciago Primo ; Medolago ; Mezzago ; Moriago della Battaglia ; Mornago ; Ornago ; Orsago ; Osnago ; Ossago Lodigiano ; Palazzago ; Parabiago ; Pessano con Bornago] ; Puegnago sul Garda ; Rezzago ; Ronago ; Secugnago ; Senago ; Sozzago ; Sumirago (avec ses fractions de Albusciago (it) et Menzago (it)) ; Tregnago ; Urago d'Oglio ; Vanzago ; Vedelago ; Vercurago ; Volpago del Montello.
En revanche, ce suffixe est quasiment absent d'Espagne, où on reconnaît pourtant d'assez nombreux toponymes d'origine celtibère. On en note quelques rares exemples en Aragon sous la forme -ago comme Lechago, Litago. On en dénombre encore quelques-uns dans le Nord de l'Espagne. Notamment en Catalogne Forallac et Masarac, en Gérone.